# 四犬齒獸屬
四犬齒獸屬（學名：Tetracynodon）意為「四顆狗的牙齒」，是已滅絕合弓綱，屬於獸孔目的獸頭亞目，化石發現於南非的卡魯盆地，生存年代為三疊紀的最早期。